# Agent social
Es considera un agent social a tot aquell individu (p. e. pares, educadors, líders religiosos, etc.) o institució (p. e. l'escola, una comunitat religiosa) que contribueixen a la integració dels individus de forma activa en la societat de la qual formen part.